# ميلان أوبرادوفيتش (لاعب كرة قدم)
ميلان أوبرادوفيتش هو لاعب كرة قدم صربي، ولد في 27 ديسمبر 1999 في بروس في صربيا يلعب في نادي معيذر القطري.

## وصلات خارجية
- ميلان أوبرادوفيتش (لاعب كرة قدم) على موقع قاعدة بيانات كرة القدم.إي يو (الإنجليزية)
- ميلان أوبرادوفيتش (لاعب كرة قدم) على موقع Soccerbase.com (لاعب) (الإنجليزية)
- ميلان أوبرادوفيتش (لاعب كرة قدم) على موقع Soccerway.com (الإنجليزية)
- ميلان أوبرادوفيتش (لاعب كرة قدم) على موقع عالم كرة القدم.نت (الإنجليزية)